# Asplenium onopteris
Espèce
Asplenium onopteris, la Doradille des ânes ou Asplenium fougère d’âne, est une espèce de fougères méditerranéenne de la famille des Aspleniaceae.

## Noms communs
Cette espèce est nommée en français « Asplénie des ânes », « Asplénie onoptère », « Asplénium onoptéris, », « Doradille des ânes,, », « Doradille onopteris », « Polystic onopteris », « Asplénium des ânes » ou encore « Asplénium fougère d'âne ».

## Répartition
L'espèce est répartie sur toute la région méditerranéenne et est présente au nord-ouest jusqu'en Irlande et à l'est jusqu'en Iran.

## Confusion possible
Confusion fréquente avec Asplenium adiantum-nigrum, la Doradille noire. A. adiantum-nigrum est moins méditerranéenne, plus océanique et collinéenne que A. onopteris.

## Synonymes
Asplenium onopteris a pour synonymes :
(homotypiques)
- Asplenium adiantum-nigrum subsp. onopteris (L.) Heufl. in Verh. Zool.-Bot. Vereins Wien 6: 310 (1856)
- Asplenium adiantum-nigrum var. onopteris (L.) Druce in List Brit. Pl., ed. 2: 137 (1928)
- Asplenium adiantum-nigrum f. onopteris (L.) Heufl. in Verh. Zool.-Bot. Vereins Wien 6: 310, 311 (1856)

(hétéroptypiques)
- Asplenium acutum Bory ex Willd. in Sp. Pl., ed. 4. 5: 347 (1810)
- Asplenium adiantum-nigrum var. acutum (Bory ex Willd.) Newman in Hist. Brit. Ferns, ed. 2: 259 (1844)
- Asplenium adiantum-nigrum subsp. acutum (Bory ex Willd.) T.Moore & More in Contr. Cybele Hiber.: 374 (1866)
- Asplenium adiantum-nigrum var. plumosum E.J.Lowe in Brit. Ferns: 165 (1890)
- Asplenium virgilii Bory in Expéd. Sci. Morée, Bot. 3(2): 289 (1832)
- Tarachia acuta (Bory ex Willd.) C.Presl in Abh. Königl. Böhm. Ges. Wiss., ser. 5, 6: 82 (1851)

## Menaces et conservation
L'espèce est classée en « préoccupation mineure » sur la Liste rouge de la flore vasculaire de France métropolitaine mais « en danger » sur la Liste rouge de la flore vasculaire de Bretagne.